# Robert White (regatista estadounidense)
Robert White es un deportista estadounidense que compitió en vela en la clase Star. Ganó dos medallas de plata en el Campeonato Mundial de Star, en los años 1940 y 1946.

## Palmarés internacional
| Campeonato Mundial | Campeonato Mundial         | Campeonato Mundial | Campeonato Mundial |
| Año                | Lugar                      | Medalla            | Clase              |
| ------------------ | -------------------------- | ------------------ | ------------------ |
| 1940               | San Diego (Estados Unidos) | Medalla de plata   | Star               |
| 1946               | La Habana (Cuba)           | Medalla de plata   | Star               |